# متلازمة فرنس
متلازمة فرنس متلازمة خلقية تحدث فيها عيوب متعددة تورث وراثةً جسدية متنحية وعادة ما تكون مميتة للوليد. راجع فرنس (1987) المتلازمة، لذا نُسبت إليه.

## المظهر السريري
تترافق المتلازمة عادة مع فتق الحجاب الحاجز ونقص تنسج الرئة ورتق الشرج وصغر القضيب والخصية الهاجرة الثنائية وتوسع البطينات الدماغية وانعطاف الأصابع وعدم تخلق العجز والأذن المنخفضة.

## الوراثة الخلوية
وجد كلارك وفينر غونزاليس (1989) في صبي حديث الولادة يُعتقد أنه مصاب بمتلازمة فرنس، فسيفساء لتكرار ترادفي للمادة الوراثية في الموقع 1q24-q31.2. واقترحا أن جين هذا الاضطراب يقع في تلك المنطقة. وجد دي جونغ وآخرون (1989) وكراسيكوف وسيخون (1990) ودين وآخرون (1991) أن متلازمة فرنس قد ترتبط بشذوذات في الصبغي 15 والصبغي 6 والصبغي 8 والصبغي 22 على التوالي. وبالتالي، قد تمثل جميع هذه الحالات محاكاة للمتلازمة المندلية وليس لها أهمية فيما يتعلق بموقع الجين المسبب للاضطراب المتنحي.
فحصت سلافوتينيك وآخرون (2005)، باستخدام مصفوفة CGH، المرضى الذين يعانون من فتق الحجاب الحاجز والشذوذات الظاهرية الأخرى المتوافقة مع متلازمة فرنس للكشف عن الشذوذات الصبغية الخفية. كُشف حذف صبغي دون مجهري في 3 مستلفتين شُخصت إصابتهم سابقًا بمتلازمة فرنس وكان التنميط النووي لديهم من خلال التحليل الصبغي باستشراط جي طبيعيًا. وُجد حذف دقيق يشمل 15q26.2 لدى رضيعتين، وحذف في النطاق 8p23.1 لدى رضيع ذكر واحد.

## التشخيص

### التشخيص قبل الولادة
- أبلغ إيمي وآخرون (1989) عن إمكانية تشخيص متلازمة فرنس قبل الولادة عن طريق التصوير بالموجات فوق الصوتية بين عمر 24 و27 أسبوعًا.[3]
- وصف مانوفرير هانو وآخرون (1996) إمكانية تشخيص متلازمة فرنس قبل الولادة عن طريق الموجات فوق الصوتية التي تكشف فتق الحجاب الحاجز والورم الرطب الكيسي. أُكد التشخيص بعد الإجهاض. كان للجنين أيضًا قاطعين بازغَين، ولم تُذكر الأسنان الولادية في حالات أخرى من متلازمة فرنس.[8]

#### التشخيص التفريقي
- لاحظ مكفيرسون وآخرون (1993) تداخل النمط الظاهري بين متلازمة فرنس ومتلازمة باليستر كيليان (601803)، وهي متلازمة تشوه مع فسيفسائية رباعية 12p النوعية للأنسجة.[9]
- ناقش فيلدمان وآخرون (2002) التفريق بين متلازمة فرنس ومتلازمة باليستر كيليان، مشيرين إلى أن التفريق مهم للاستشارة الوراثية لأن متلازمة فرنس اضطراب صبغي جسدي متنح ومتلازمة باليستر كيليان عادة ما تكون انحرافًا صبغيًا فراديًا. مع ذلك، قد يكون التمييز بينهما صعبًا بسبب تشابه النمط الظاهري. في الواقع، في بعض الرضع الذين لديهم «وجه خشن» ونقص تنسج في الأطراف وعيوب داخلية، كان لا بد من تغيير التشخيص الأولي لمتلازمة فرنس بسبب اكتشاف فسيفسائية الصبغي متساوي الأذرع 12p في مزارع الخلايا المولدة الليفية أو أنسجة الكلى. على الرغم من أن فتق الحجاب الحاجز الخلقي هو مظهر شائع في كلتا المتلازمتين، فقد أُبلغ عن فتق الحجاب الحاجز الخلقي الثنائي فقط في المرضى الذين يعانون من متلازمة فرنس حتى جاء تقرير فيلدمان وآخرون (2002) عن المريض المصاب بمتلازمة باليستر كيليان.[10]
- استعرضت سلافوتينيك (2004) الأنماط الظاهرية في 52 حالة أُبلغ عنها من متلازمة فرنس وأعادت تقييم المبادئ التوجيهية التشخيصية. خلصت إلى أن فتق الحجاب الحاجز الخلقي ونقص تنسج الأطراف البعيدة يوحيان بمتلازمة فرنس بقوة، بالإضافة إلى نتائج أخرى ذات صلة بالتشخيص منها نقص تنسج الرئة والتشوه القحفي الوجهي والاستسقاء السلوي والفلح الفموي الوجهي. ذكرت سلافوتينيك (2004) أن العلامات الشاذة المميزة الأخرى غير المذكورة في الإرشادات السابقة تشمل توسع البطينات أو استسقاء الرأس، وعدم تكون الجسم الثفني وتشوهات الشريان الأبهر وتوسع الحالب والإبهام القريب والترقوة العريضة.[11]

## الوبائيات
قدر إيمي وآخرون (1989) في فرنسا انتشار متلازمة فرنس بنحو 0.7 لكل 10000 ولادة بناء على تشخيص 6 حالات في سلسلة من 112276 ولادة متتالية (المواليد الأحياء والوفيات في فترة الولادة).

## الحالات
- أبلغ فرنس وآخرون (1979) عن شقيقتين جنينين ميتتين مصابتين بمتلازمة الشذوذ الخلقي المتعدد التي تتميز بسحنة خشنة مع تغيم القرنية وعيوب في الحجاب الحاجز وغياب تفصص الرئة وتشوهات الأطراف البعيدة. أُبلغ عن حالة فردية من قبل غوديريس وآخرون (1980).[12] ادعت فيتش (1988) أنها وزملاءها كانوا أول من وصف هذا الاضطراب، إذ أبلغوا في 1978 عن رضيع واحد، ولد لأبوين ابنَي عمومة من الدرجة الثانية، وكان لديه حجاب حاجز أيسر مفقود واستسقاء الرأس واندماج مقدم الدماغ وتشوهات في القلب والأوعية الدموية.[13]
- أبلغ لوبينسكي وآخرون (1983) عن أخ وأخت مصابين بمتلازمة فرنس توفي كلاهما في فترة الولادة. شملت تشوهات الوجه جسرًا أنفيًا عريضًا وصغر الفك التراجعي وحلزون غير طبيعي في الأذن وحنك مشقوق. وشملت المميزات الأخرى نقص تنسج أصابع بعيد ونقص تنسج في الرئة وتشوهات في الجهاز البولي التناسلي تشمل كيس صفن شال ورحمًا ذا قرنين وكيسة كلوية. لم تتوافق الحالتان في وجود فتق الحجاب الحاجز والشفة المشقوقة ومتلازمة داندي ووكر.[14]
- أبلغ مينيكي وفرنس (1985) عن طفل مصاب؛ دعمت قرابة العصب بين الوالدين صفة الوراثة المتنحية. وأشارا إلى وجود عيب الحجاب الحاجز في 4 من الحالات الخمسة المُبلغ عنها ووُصف نقص تنسج الرئة في الحالات جميعها. أبلغ يونغ وآخرون (1986) عن حالة سادسة. عاش الرضيع الذكر مدة 12 يومًا. ذكر هؤلاء المؤلفون سمات أساسية تتمثل بتغيم القرنية وانعطاف الإصبع المترافق مع أظافر ناقصة التنسج وتشوهات في الحجاب الحاجز.[15]
- وصف سامويلوف وآخرون (1987) عائلة عانى أطفالها الأربع من متلازمة فرنس وتوفوا وهم حديثو الولادة. وشملت العلامات نقص تنسج الرئتين والحنك المشقوق وتراجع الفك وصغر الفك وصدر صغير وفتق الحجاب الحاجز ونقص تنسج الأطراف البعيدة وبداية مبكرة من الاستسقاء السلوي والولادة المبكرة. وصف شفايتزر وآخرون (1987) رضيعًا مصابًا كان والداه ابنَي عمومة من الدرجة الثانية.[16][17]